# Іван Домарацький
Іван Домарацький (другої половина XVII ст. — перша пол. XVIII ст.) — композитор Правобережної України, автор партесних концертів і служб. Біографічних відомостей не збереглося.

## Творчість
Творчість композитора була забутою до початку XXI століття, коли його твори почав виконувати хор «Київ», зокрема в Києві були виконані концерти № 8 «О тебі, отче Романе» та № 10 «Дух Твой Благий» Рукописи зберігаються у фондах IP НБУВ, у зібранні Києво-Софіївського собору в комплекті партесних творів. Поміж них — «Концерт апостолу Тимофею», «Иже язиком ловец пречудний», концерт «Дева пресущественного рождает», «Избавленіє послав Господь», концерт на 8 голосів «Блажен муж бояся Господа», Співи до Всенічної служби «Блажен муж» тощо.